# Wilhelm Friedrich Besser

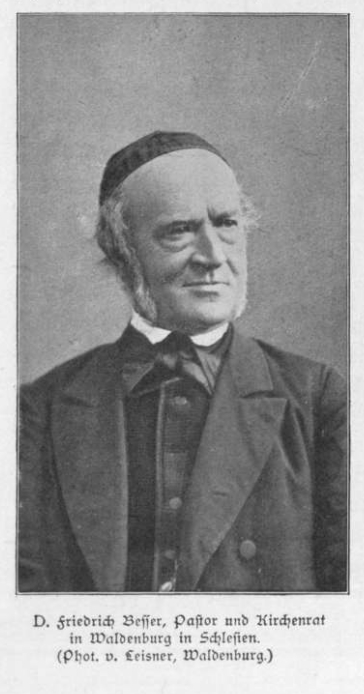
Wilhelm Friedrich Besser

Wilhelm Friedrich Besser (* 27. September 1816 in Warnstedt; † 26. September 1884 in Niederlößnitz) war ein deutscher lutherischer Theologe und Geistlicher.

## Leben
Wilhelm Friedrich Besser wurde am 27. September 1816 in Warnstedt als Sohn des Pfarrers Johann August Wilhelm Besser (1780–1841) geboren. An der Universität Halle studierte er seit 1835 und wechselte zwei Jahre später zur Universität Berlin.
Im Jahr 1838 wurde er in Halle Amanuensis des August Tholuck, der ihn an der Universität in Halle unterrichtet hatte. Dank der Vermittlung Ernst Wilhelm Hengstenbergs, der neben Otto von Gerlach sein wichtigster theologischer Lehrer war, wurde Besser sowohl Hauslehrer als auch Prädikant in Wulkow bei dem Kirchenpatron Landrat Friedrich Wilhelm von Schenckendorff. 1841 unterschrieb er den Unionsrevers, den er 1845 jedoch widerrief und infolgedessen am 17. Dezember 1847 sein Amt verlor. 1842 heiratete er in Halle Jucunde Mühlmann. Er trat in die Evangelisch-lutherische Kirche in Preußen ein und wurde 1848 Pfarrer in Seefeld. In Leipzig übernahm er 1853 das Amt des Konrektors der Evangelisch-lutherischen Missionsgesellschaft. Vier Jahre später, 1857, wurde er Pfarrer in Waldenburg, wofür er seinen Konrektor-Posten aufgab. 1858 heiratete er Elise von Erhardt, Tochter des verabschiedeten preußischen Generalmajors Friedrich von Ehrhardt. 1864 wurde Besser Mitglied des evangelisch-lutherischen Oberkirchencollegiums Breslau (OKC), Leitungsgremium der Evangelisch-lutherischen Kirche in Preußen. 
Von der Universität Rostock erhielt Besser wegen seines 14-bändigen Werks Bibelstunden die theologische Ehrendoktor-Würde.
Am 26. September 1884 verstarb er in Niederlößnitz.

## Veröffentlichungen (Auswahl)
- Bibelstunden (14 Bände; 1844 bis 1873); 2018 teils als Reprint erschienen. ISBN 0-2-6564042-3. ISBN 978-026564042-5.
- John Williams, der Apostel der Südsee. Ein Volksbuch. Herrn Landrath von Schenckendorff auf Wulkow, in dankbarer Liebe, Zweite Auflage, Berlin (1847) Digitalisat
- Der Feldprediger im Deutsch-Dänischen Krieg 1864. Drei Wochen auf dem Kriegsschauplatz (1864); Reprint Verlag Rockstuhl, Bad Langensalza 2009. ISBN 978-3-86777-091-0.
- Sechs Wochen im Felde (1866)
- Predigten und Predigtauszüge. Aus Nachschriften gesammelt mit einem kurzen Lebensabriss des sel. Verfassers (1885) Digitalisat